# Gladiolus unguiculatus
Gladiolus unguiculatus är en irisväxtart som beskrevs av John Gilbert Baker. Gladiolus unguiculatus ingår i släktet sabelliljor, och familjen irisväxter. Inga underarter finns listade i Catalogue of Life.